# 世界高層建築與都市人居學會
世界高層建築與都市人居學會（英語：Council on Tall Buildings and Urban Habitat，縮寫：CTBUH），又譯世界高樓協會，是一個關於高層建築與都市住宅的國際非營利性機構，總部位於美國伊利諾伊州芝加哥，是建築高度評估領域內的權威之一。此組織於1969年成立於理海大學，其總部也一直位於此大學中，直到2003年10月才搬到芝加哥的伊利諾理工學院。

## 建築物排名
CTBUH頒布對全球的建築物排名，並有一個數據庫，其評定高度的方法有三：
1. 到建築物頂部的高度：是CTBUH的主要評估項目，測量從最低點、入口到建築屋頂部的各種高度，“頂部”也包括尖頂，但不包括天線和旗杆。
2. 最高樓層：到最高的居住、使用樓層的高度。
3. 最頂部高度：從底部到旗杆、天線和其他設備處的高度。

原先還有到屋頂的高度測量，但在2009年11月撤銷。

## 活動及出版物
CTBUH 有年會和三到五年一屆的全球性會議。每年的CTBUH摩天大樓獎也是有此組織評選、頒發的。
除去每月的通訊和每日的數據庫更新外，CTBUH還出版一份同行評審的季刊，內容為關於高層建築業人事、技術和各種專項研究。 此外，CTBUH也負責出版一系列業內書籍、指南等。

## CTBUH摩天大楼奖

### 全球最佳高层建筑
| 年份 | 建筑                         | 位置         | 备注                               |
| ---- | ---------------------------- | ------------ | ---------------------------------- |
| 2007 | 比瑟姆塔                     | 英国曼彻斯特 |                                    |
| 2008 | 上海环球金融中心             | 中国上海     |                                    |
| 2009 | 北京当代MOMA                 | 中国北京     |                                    |
| 2010 | 利兹贝克特大学广播塔         | 英国利兹     | 当年增设“全球icon奖”，授予哈利法塔 |
| 2011 | 德国复兴信贷银行总部大楼     | 德国法兰克福 |                                    |
| 2012 | 多哈塔                       | 多哈         |                                    |
| 2013 | 中央广播电视总台光华路办公区 | 中国北京     |                                    |
| 2014 | 中央一号公园                 | 悉尼         |                                    |
| 2015 | 垂直森林                     | 義大利米兰   |                                    |
| 2016 | 上海中心大厦                 | 中国上海     |                                    |
| 2018 | 市中豪亚酒店                 | 新加坡       |                                    |
| 2019 | Salesforce塔                 | 美国旧金山   |                                    |
| 2021 | 温哥华一号公馆               | 加拿大温哥华 |                                    |
| 2022 | 芝加哥大学大卫·鲁宾斯坦论坛  | 美国芝加哥   |                                    |
| 2023 | Quay Quarter Tower           | 悉尼         |                                    |

## 外部連結
- 官方网站
- Australian chapter of the Council on Tall Buildings and Urban Habitat
- CTBUH Skyscraper Center Database （页面存档备份，存于）
- CTBUH Technical Papers （页面存档备份，存于）
- CTBUH Global Tall Building News Archive
- CTBUH Newsletter Archive
- CTBUH Design Research